# Arrondissement di Albertville
L'arrondissement di Albertville è un arrondissement dipartimentale della Francia situato nel dipartimento della Savoia, nella regione dell'Alvernia-Rodano-Alpi.

## Storia
Fu creato nel 1800, nel dipartimento non più esistente del Monte Bianco; nel 1814 fu restituito al Regno di Sardegna, per ritornare alla Francia nel 1860. Nel 1926 vi fu integrato l'arrondissement soppresso di Moûtiers.

## Composizione
L'arrondissement è composto da 82 comuni raggruppati in 9 cantoni:
- cantone di Aime
- cantone di Albertville-Nord
- cantone di Albertville-Sud
- cantone di Beaufort-sur-Doron
- cantone di Bourg-Saint-Maurice
- cantone di Bozel
- cantone di Grésy-sur-Isère
- cantone di Moûtiers
- cantone di Ugine